# Shuji Tsurumi
Shuji Tsurumi, em japonês 鶴見 修治  Tsurumi Shuji, (Tóquio, 29 de janeiro de 1938) é um ex-ginasta japonês, que competiu em provas de ginástica artística pelo Japão. 
Ainda que inserido no grupo seleto de campeões japoneses, o de Shuji é ainda mais restrito: o atleta foi membro da primeira equipe japonesa e asiática campeã olímpica, entre homens e mulheres. Sua estreia foi nos Jogos de Roma, em 1960, aos 22 anos de idade, quando, junto aos compatriotas, superou a equipe soviética, para conquistar a competição coletiva.
Entre seus maiores êxitos estão seis medalhas olímpicas, duas delas de ouro, e duas mundiais, entre elas a vitória coletiva no Mundial de Dortmund, em 1966. Por seu papel no estabelecimento dos resultados obtidos pelos trabalhos da ginástica do Japão que ainda perduram, Tsurumi foi inserido no International Gymnastics Hall of Fame, em 2008.